# Italienische Skimeisterschaften der Gebirgstruppen

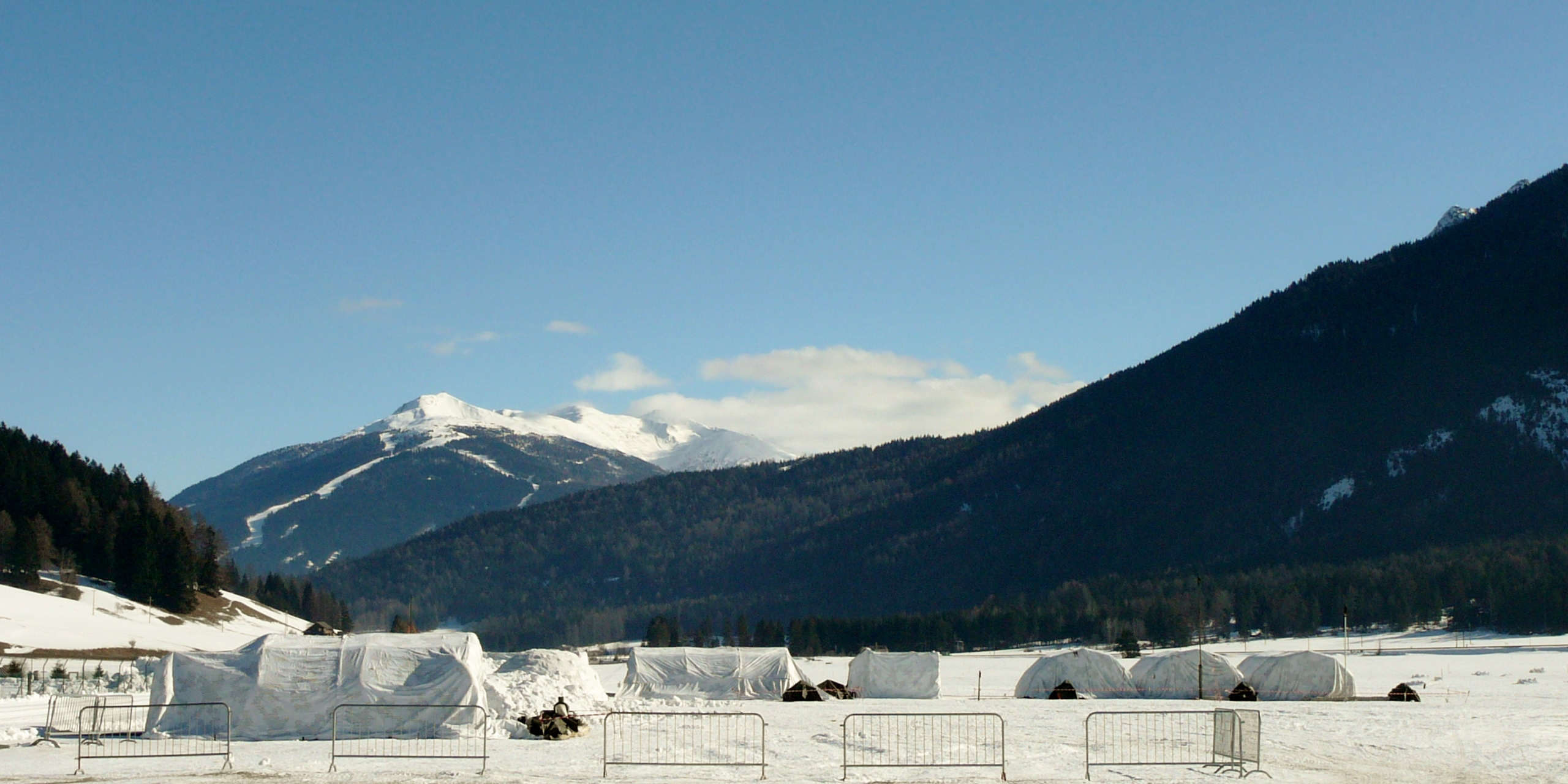
CaSTA-Camp auf dem Flugplatz Toblach im Jahr 2011

Bei den italienischen Skimeisterschaften der Gebirgstruppen (ital.: Campionati Sciistici delle Truppe Alpine – CaSTA) handelt es sich um einen militärischen Wintersportwettkampf mit internationaler Beteiligung.

## Organisation
Die Wettkämpfe werden vom Gebirgstruppenkommando in Bozen und insbesondere vom 6. Alpini-Regiment in Bruneck organisiert. Bei letzterem handelt es sich um einen teilaktiven Ausbildungsverband. Zweck der Veranstaltung ist es, den Ausbildungsstand der italienischen Gebirgstruppen auch im internationalen Vergleich festzustellen und einen Rahmen zur Vertiefung freundschaftlicher Beziehungen zwischen verbündeten und befreundeten Streitkräften zu schaffen. Die Teilnehmer kommen unter anderem aus Deutschland, Österreich und der Schweiz sowie aus anderen europäischen Staaten, darüber hinaus auch aus den USA, Argentinien, Chile, Libanon und Afghanistan. In einigen Fällen ist die Teilnahme unregelmäßig.
Die CaSTA-Wettkämpfe finden seit etlichen Jahren jeweils Ende Januar und Anfang Februar im Südtiroler Hochpustertal statt, manchmal auch unter Einbeziehung der Belluneser Dolomiten. Im Pustertal sind die Wettkampforte in der Regel in den Gemeinden Prags, Toblach, Niederdorf, Innichen und Sexten. Es gibt eine Eröffnungs- und Abschlusszeremonie in Innichen.

## Wettkämpfe
Folgende Wettkämpfe werden ausgetragen:

### Freundschaftstrophäe
Dieser Wettkampf (trofeo dell’amicizia) findet unter internationaler Beteiligung statt. Er beinhaltet einen Riesenslalom, 15 km Langlauf der Herren, 10 km Langlauf der Frauen, einen Mannschaftssprint, einen Patrouillenlauf und einen nächtlichen Abfahrtslauf. Die Teilnehmer müssen nicht Gebirgstruppen angehören.

### Goldmedaillentrophäe
An dieser internationalen Veranstaltung (trofeo medaglie d’oro) nehmen nur Soldaten der Gebirgstruppen teil, also nicht nur Gebirgsjäger, sondern auch Angehörige der Gebirgsartillerie, der Gebirgspioniere und weiterer Gebirgstruppenteile. Vorgesehen sind eine 25-km-Militärpatrouille, ein dreitägiger Wettkampf zwischen Zügen und ein Mannschaftssprint.
Die Gewinner des Zug-Wettkampfes erhalten separate Auszeichnungen. Es gibt eine nationale und eine internationale Trophäe (International Federation of Mountain Soldiers Trophy).

### Skimeisterschaften des Heeres
Die italienischen Heeresmeisterschaften umfassen einen Wintertriathlon, einen Riesenslalom, einen Militär-Biathlon und eine nächtliche Abfahrt.

## Geschichte
Die militärischen Skimeisterschaften waren ursprünglich ein nationaler Wettkampf zwischen den Regimentern der italienischen Gebirgstruppen. Sie wurden erstmals im Jahr 1931 ausgetragen. Die Veranstaltungsorte wechselten in den folgenden Jahrzehnten häufig. 1979 wurden die Meisterschaften auch für andere Streitkräfte geöffnet. Seit Ende der 1990er Jahre finden sie in der Regel im Pustertal statt. 2014 wurde der Wettkampf erstmals wieder in den Westalpen ausgetragen, 2015 dann wieder im Hochpustertal. Seither wechseln diese beiden Veranstaltungsorte jährlich.
| Nr. | Jahr | Austragungsort                   | Region              |
| --- | ---- | -------------------------------- | ------------------- |
| 1   | 1931 | Tonalepass                       | Trentino, Lombardei |
| 2   | 1932 | San Martino di Castrozza         | Trentino            |
| 3   | 1933 | Bardonecchia                     | Piemont             |
| 4   | 1934 | Madonna di Campiglio             | Trentino            |
| 5   | 1935 | Innichen                         | Südtirol            |
| 6   | 1936 | Limone Piemonte                  | Piemont             |
| 7   | 1937 | Monte Bondone                    | Trentino            |
| 8   | 1938 | Innichen                         | Südtirol            |
| 9   | 1939 | Bardonecchia                     | Piemont             |
| 10  | 1940 | Innichen                         | Südtirol            |
| 11  | 1947 | Misurina                         | Venetien            |
| 12  | 1950 | Corvara                          | Südtirol            |
| 13  | 1951 | Bardonecchia                     | Piemont             |
| 14  | 1952 | Asiago                           | Venetien            |
| 15  | 1953 | Innichen                         | Südtirol            |
| 16  | 1963 | Bardonecchia                     | Piemont             |
| 17  | 1964 | Bardonecchia                     | Piemont             |
| 18  | 1965 | Bardonecchia                     | Piemont             |
| 19  | 1966 | Sappada                          | Venetien            |
| 20  | 1967 | Nevegal, Belluno                 | Venetien            |
| 21  | 1968 | Innichen                         | Südtirol            |
| 22  | 1969 | Meran 2000                       | Südtirol            |
| 23  | 1970 | Sestriere                        | Piemomt             |
| 24  | 1971 | Tarvisio                         | Friaul              |
| 25  | 1972 | Nevegal, Belluno                 | Venetien            |
| 26  | 1973 | Sterzing                         | Südtirol            |
| 27  | 1974 | Sterzing                         | Südtirol            |
| 28  | 1975 | Innichen                         | Südtirol            |
| 29  | 1976 | Innichen                         | Südtirol            |
| 30  | 1977 | Campo Felice                     | Abruzzen            |
| 31  | 1978 | Seiser Alm                       | Südtirol            |
| 32  | 1979 | Seiser Alm                       | Südtirol            |
| 33  | 1980 | Innichen                         | Südtirol            |
| 34  | 1981 | Innichen                         | Südtirol            |
| 35  | 1982 | Cuneo, Valdieri, Limone Piemonte | Piemont             |
| 36  | 1983 | Tarvisio                         | Friaul              |
| 37  | 1984 | Cortina d’Ampezzo                | Venetien            |
| 38  | 1985 | Toblach, Innichen                | Südtirol            |
| 39  | 1986 | Innichen, Toblach, Cortina       | Südtirol, Venetien  |
| 40  | 1987 | Cuneo, Limone, Valle Stura       | Piemont             |
| 41  | 1988 | Sappada, Comelico                | Venetien            |
| 42  | 1989 | L’Aquila, Campo Felice           | Abruzzen            |
| 43  | 1990 | Auronzo di Cadore                | Venetien            |
| 44  | 1992 | Sterzing                         | Südtirol            |
| 45  | 1993 | Toblach, Innichen                | Südtirol            |
| 46  | 1994 | Paganella                        | Trentino            |
| 47  | 1995 | Sterzing                         | Südtirol            |
| 48  | 1996 | Innichen, Toblach                | Südtirol            |
| 49  | 1997 | Sterzing, Ridnauntal             | Südtirol            |
| 50  | 1998 | Innichen, Toblach                | Südtirol            |
| 51  | 1999 | Innichen, Toblach                | Südtirol            |
| 52  | 2000 | Innichen, Toblach                | Südtirol            |
| 53  | 2001 | Innichen, Toblach                | Südtirol            |
| 54  | 2002 | Innichen, Toblach                | Südtirol            |
| 55  | 2003 | Innichen, Toblach                | Südtirol            |
| 56  | 2004 | Innichen, Sexten                 | Südtirol            |
| 57  | 2005 | Hochpustertal                    | Südtirol            |
| 58  | 2006 | Hochpustertal                    | Südtirol            |
| 59  | 2007 | Hochpustertal                    | Südtirol            |
| 60  | 2008 | Hochpustertal                    | Südtirol            |
| 61  | 2009 | Hochpustertal                    | Südtirol            |
| 62  | 2010 | Hochpustertal                    | Südtirol            |
| 63  | 2011 | Hochpustertal                    | Südtirol            |
| 64  | 2012 | Hochpustertal                    | Südtirol            |
| 65  | 2013 | Hochpustertal                    | Südtirol            |
| 66  | 2014 | Sestriere                        | Piemont             |
| 67  | 2015 | Hochpustertal                    | Südtirol            |
| 68  | 2016 | Sestriere                        | Piemont             |
| 69  | 2017 | Hochpustertal                    | Südtirol            |
| 70  | 2018 | Sestriere                        | Piemont             |
| 71  | 2019 | Hochpustertal                    | Südtirol            |

Die Meisterschaften fielen während des Zweiten Weltkriegs, in einigen Nachkriegsjahren, von 1954 bis 1962, 1991 und 2020 aus.